# Ermita del Cristo de la Agonía (Potríes)
La ermita del Santísimo Cristo de la Agonía es un templo católico que se encuentra ubicado en la cima de un montículo, de unos 137 m s. n. m., al sudeste de la población, llamada “els Tossalets”. En el ascenso a la misma se encuentra el calvario o vía crucis.Este calvario de finales del siglo XVIII, presenta estaciones alineadas a lo largo del camino de subida.
Se trata de un edificio catalogado como Bien de Relevancia Local con número de identificación 46.25.198-002, según la Disposición Adicional Quinta de la Ley 5/2007, de 9 de febrero, de la Generalitat, de modificación de la Ley 4/1998, d '11 de junio, del Patrimonio Cultural Valenciano (DOCV Núm. 5.449 / 13.02.2007).
La ermita puede visitarse si se realiza la Ruta urbana de Potries, que recorre los principales edificios y monumentos potrieros, y que promociona el Ayuntamiento de la localidad.

## Historia
La ermita se construyó entre 1854 y 1865.Es obra del arquitecto Carlos Spain.
El origen de este templo se basa en la devoción al Crist Vellet. Se trata de una imagen que se dice fue propiedad de unos vecinos muertos en 1799 de una enfermedad contagiosa, por lo que todos sus bienes fueron quemados y únicamente se salvó este Cristo.
Tomás Jiménez, un quincallero de Caravaca, salvó la cruz de la hoguera y la colocó en una capilla que construyó junto al último casalicio del Vía Crucis entonces existente. Los habitantes del pueblo, aterrorizados por la mortandad, bajaron la imagen a Potríes para pedirle que acabara con la epidemia.  Al producirse la milagrosa curación de los enfermos de la localidad y el fin de la epidemia, los vecinos le construyeron una ermita en su honor, que fue terminada o consagrada en 1865, tal y como se indica en su fachada.

## Descripción
Frente al templo hay una pequeña plaza con vistas sobre las huertas. El actual edificio se alza donde anteriormente hubo otro templo de menores dimensiones datado de 1799  que albergaba la imagen del Cristo. El edificio es de estilo neoclásico, con planta cuadrangular de 15 metros de lado.
El templo lo constituye la parte central del cuadrángulo mientras que el resto, adosados longitudinalmente a los lados, constituyen edificios anexos a la ermita, tales como la vivienda del ermitaño y a otras dependencias, a las que se accede por el atrio previo, cubierto con bóveda de arista y con poyo corrido decorado con azulejos en recuerdo de diversas celebraciones; al que se accede por una escalinata de piedra.
El atrio está cerrado con una puerta enrejada de hierro y dos ventanales laterales también enrejados.  Esta puerta es la que da acceso a todo el recinto, templo, vivienda del ermitaño y anexo.
La fachada de todo el conjunto se divide en tres cuerpos y presenta pocos elementos decorativos. Se remata en un frontón triangular con óculo ciego y, se el conjunto, una espadaña con una campana, la cual conserva su instalación tradicional con cerda de madera de perfil valenciano y cigüeñal para voltearla desde el interior de la ermita, así como badajo atado, aunque el estado de conservación del conjunto es muy precario.
La campana actual es obra de Fundición Roses, de Silla, y data de 1942 como indica una inscripción lateral en la propia campana, en la que aparece el nombre del pueblo, ya que, durante el conflicto bélico, muchas de las campanas se retiraron de sus ubicaciones originarias para evitar que el material pudiera utilizarse con fines bélicos, pero al acabar el mismo, no se pudieron reubicar porque no se sabía a ciencia cierta a qué campanario o espadaña correspondía cada una. Así, para evitar que se repitiera el problema, cuando se refundieron y se reubicaron las nuevas campanas, se les colocaba el nombre de la población a la que pertenecían. Además, en esta campana también se inscribió el nombre de la advocación a la que está dedicada.
La portada es de orden toscano y enmarca la puerta adintelada. En el dintel hay una cita en latín: Locus, in quo stas, terra sancta es. Éxodo cap. 3VI. Junto a ella hay una pila para el agua bendita.
La planta del templo es de cruz griega. Los brazos del crucero no llegan al exterior. Posee coro alto a los pies. Está cubierta con bóveda de cañón con arcos fajones que descansan en pilastras jónicas, y cúpula ciega con tambor octogonal con ventanas vidriadas sobre pechinas decoradas con pinturas de personajes bíblicos (Jeremías, David, Daniel e Isaías) realizadas por Luis Téllez-Girón Belloch.  
En los laterales de la nave hay dos altares con retablos de obra, junto a otros dos en los brazos del crucero. Destaca en ellos la imagen de la Divina Pastora. En el altar mayor del presbiterio, se encuentra un retablo con hornacina para la imagen del Cristo de la Agonía, el "Crist Vellet", talla policromada del siglo XVIII.